# 阿热吾斯塘镇
阿热吾斯塘镇，是中华人民共和国新疆维吾尔自治区伊犁哈萨克自治州伊宁县下辖的一个乡镇级行政单位。
2016年11月20日，新疆维吾尔自治区人民政府批复同意撤销阿热吾斯塘乡建制，设立阿热吾斯塘镇。

## 行政区划
阿热吾斯塘镇下辖以下地区：
古库热提曼村、阿勒台温村、依孜别克塔木村、托万克村、海勒潘买里村、库台买里村、布拉克贝希村、喀尔墩村、库孜列克村、奥依曼巴依托海村、吐格曼比西村和阿热吾斯坦村。